# 医学寄生虫学
醫學寄生蟲學（Medical Parasitology），又稱人體寄生蟲學（Human Parasitology），是寄生蟲學的一個重要分支，是一門研究人體寄生蟲型態、生活史，了解人體和寄生蟲與環境之間的關係，進而達到預防與治療的科學。
醫學寄生蟲學包括三大領域：
- 醫學原蟲學（Medical protozoology）
- 醫學蠕蟲學（Medical helminthology）；
- 醫學節肢動物學（Medical arthropodology）。

## 醫學原蟲
原蟲是一種單細胞，能獨立完成生命活動的功能的原生生物(Protozoa)。寄生於人體細胞、組織、腔體內的的原蟲，稱為醫學原蟲。

## 醫學蠕蟲
蠕蟲(Helminthes)是多細胞動物，大部分的蠕蟲存在自然界中，少部分會寄生在動植物體內或體表，寄生在人類身上的蠕蟲稱作醫學蠕蟲。

寄生在人體的蠕蟲，主要是扁形動物門中的吸蟲綱和絛蟲綱，還有線蟲動物門中的線蟲綱。

## 醫學節肢動物
醫學節肢動物是指危害人健康的節肢動物 (Arthropoda)。包括蛛形綱(Arachnida)、昆蟲綱(Insecta)、甲殼綱(Crustacea)、唇足綱(Chilopoda)和倍足綱(Diplopoda)。